# Virologie

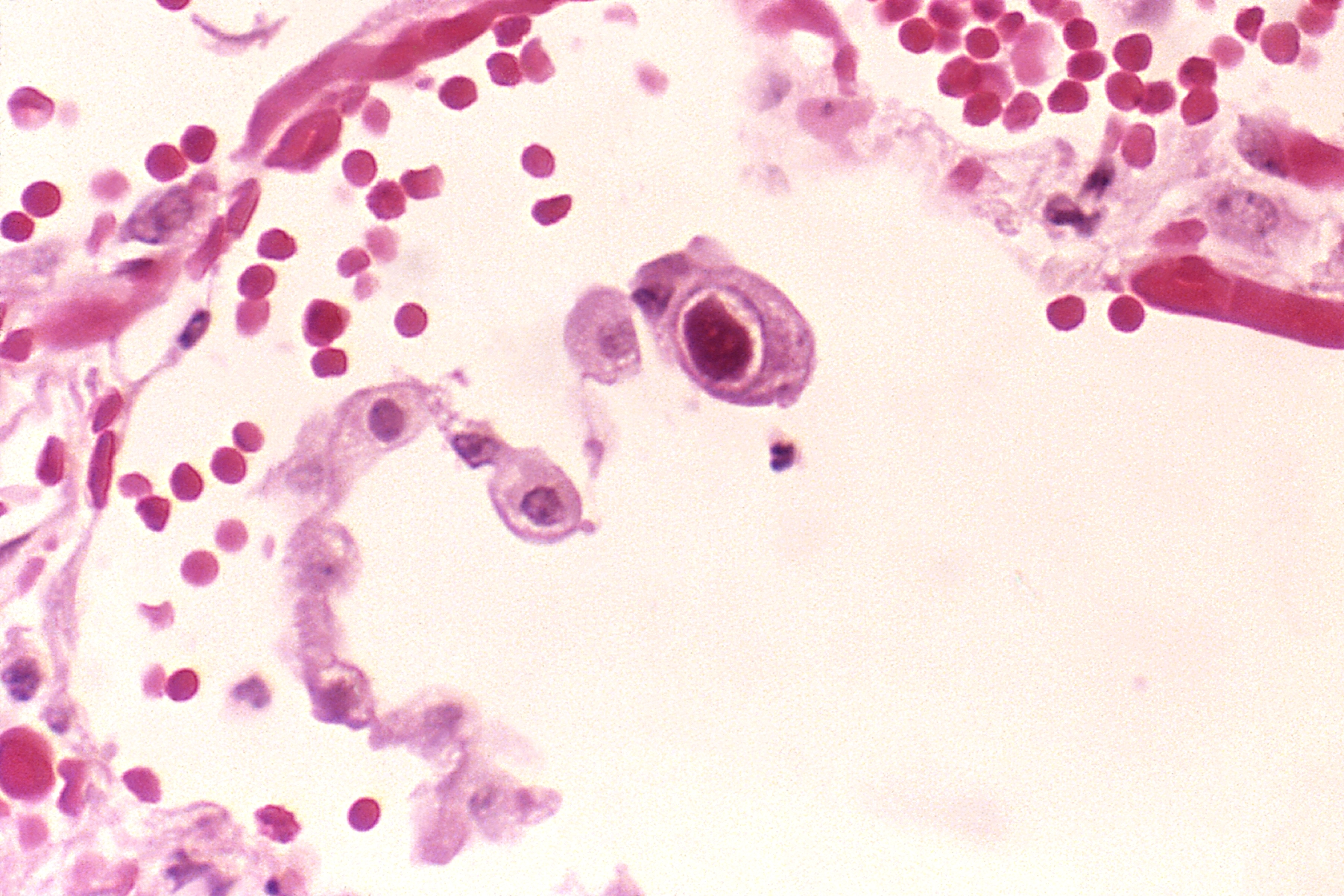
Cytomegalovirus na histologickém preparátu

Virologie je biologický vědní obor, zabývající se studiem nebuněčných organismů, zejména virů, ale i viroidů a virusoidů. Někdy jsou do její působnosti zařazovány i priony. V mnoha ohledech hraničí zejména s těmito dalšími obory: biochemie, molekulární biologie, genetika, epidemiologie, parazitologie a imunologie. Zvláštním oborem virologie je paleovirologie, zabývající se studiem dávných vyhynulých virů.
Za zakladatele virologie se někdy považuje ruský vědec Dmitrij Ivanovskij, který roku 1892 filtroval buněčnou šťávu tabáku a objekty způsobující mozaiku tabáku tímto filtrem prošly. Teprve později byly tyto objekty nazvány viry a vznikla tak virologie. Dodnes je virus tabákové mozaiky považován za první objevený virus.

## Původ slova
Slovo „virus“ původně znamenalo „jed“, nicméně v pozdní fázi 19. století se stalo synonymem pro termín „mikrob“. Postupně se ukazovalo, že některé mikroorganismy jsou poněkud zvláštní v tom, že se nezachytí na mikrobiologickém sítu tak, jako to dělají bakterie. Naopak, tyto mikroby procházely sítem a filtrát byl stále infekční. Postupně se objevovaly další a další příklady takových mikroorganismů a v roce 1928 vyšlo kompendium všech známých virů, nazvané Filterable Viruses, tedy „filtrovatelné viry“. Až postupně byl přívlastek „filtrovatelné“ vypuštěn a slovo virus získalo jednoznačný význam – takový, jak ho chápeme dnes.

## Vývoj vědní disciplíny

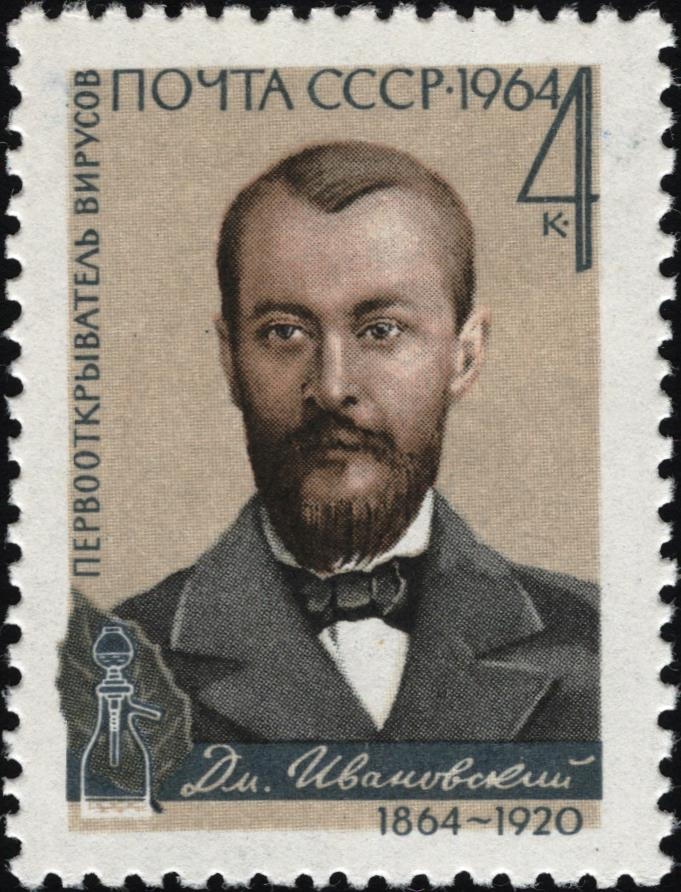
Dmitrij Ivanovskij (zde na sovětské známce) stál u samotného objevu virů

### Objev virů
Do 19. století nemůže být řeč o virologii jakožto vědní disciplíně, ačkoliv i tehdy se samozřejmě lékaři a zahradníci setkávali se životními projevy virů. Tak například v 18. století si vědci všimli, že při roubování se může choroba přenést z rostliny na rostlinu. Až do konce devatenáctého století však byly infekce přisuzovány bakteriím a o existenci něčeho menšího se nevědělo. O existenci takových malých infekčních částic spekuloval ve čtyřicátých letech 19. století Jacob Henle, ale své kolegy nepřesvědčil. Skutečný průlom nastal až v roce 1892, kdy ruský botanik Dmitrij Ivanovskij provedl slavný pokus s extrakty z tabáku napadeného tzv. tabákovou mozaikou. Když tento extrakt přecedil přes síto, jímž žádné bakterie neprojdou, filtrát byl stále infekční. Sám Ivanovskij však příčinu tohoto jevu neodhalil a stále hledal původce tabákové mozaiky mezi bakteriemi. Jeho výsledky navíc poněkud zapadly a skutečný význam této práce vyplul na povrch, až když experiment roku 1898 zopakoval Martinus Beijerinck. Ten popsal infekční částice jako tzv. contagium vivum fluidum (z lat.,„nakažlivá živoucí tekutina“). Brzy byla objevena celá řada virů zodpovědných za různá onemocnění. Prvním objeveným virem napadajícím živočichy byl virus slintavky a kulhavky (1898), prvním objeveným lidským virem byl v roce 1900 virus žluté zimnice. V roce 1911 objevil Peyton Rous první virus způsobující nádorové bujení (tzv. Rousův sarkom).
V prvních etapách dvacátého století však stále nebylo jasno, co vlastně jsou viry zač – tyto dohady vyřešil až d'Herelleho plakový test (1917) a především první elektronmikroskopický snímek virů (1939).

### Výzkum stavby virů
V první polovině 20. století už sice na světě byly poměrně kvalitní mikroskopické snímky virů, ale jejich chemická struktura byla stále poněkud zahalena tajemstvím. Ve třicátých letech Vinson a Petre vysráželi virus tabákové mozaiky tak, jako by se jednalo o obyčejný protein. Dokonce prokázali jeho pohyb v elektrickém poli, což byl další důkaz pro to, že viry jsou bílkoviny. H. A. Purdy-Beale zase připravil proti virům protilátky. Max Schlesinger však v roce 1932 prokázal, že jím zkoumané bakteriofágy obsahují mimo proteinů také fosfor a deoxyribonukleovou kyselinu (DNA). Výzkumy na jiných virech ukazovaly na přítomnost ribonukleové kyseliny (RNA). Přelomem byla první úspěšná krystalizace virových částic (Wendell Stanley, 1935). Padesátá léta byla ve znamení studia centrálního dogmatu molekulární biologie a není náhodou, že viry se zabývali i Crick a Watson. Koneckonců, i slavný Hersheyho-Chaseové experiment pracoval s viry. V padesátých letech došlo k obrovskému pokroku ve studiu virů jak rostlinných, tak živočišných i bakteriálních.

### 60. léta - současnost
Od 60. let 20. století vědci začali používat viry jako modelové organismy ke studiu obecných procesů, které následně bylo možno zobecnit na všechen pozemský život. Od sedmdesátých let začíná převrat v celé experimentální biologii v souvislosti s rozvojem genového inženýrství, a právě viry byly nedílnou součástí této revoluce. Koneckonců, právě v této době byla objevena reverzní transkriptáza retrovirů, které od té doby plní důležitou funkci v biochemické laboratoři. Výzkumy došly až tak daleko, že se někteří začali obávat možných rizik genetického inženýrství a na několik let bylo dokonce na určité experimenty uvaleno moratorium. Po vyřešení bezpečnostních otázek však experimenty nyní probíhají. Dochází k rozvoji poznatků o roli virů ve vzniku rakoviny či třeba k vývoji nových vakcín proti virovým onemocněním. Velkou výzvou pro virology byl, a stále je, virus HIV.